# Maria de la Concepción Barrecheguren y García
Maria de la Concepción Barrecheguren y García (Granada, 27 novembre 1905 – Granada, 13 maggio 1927) è stata una religiosa spagnola, proclamata beata il 6 maggio 2023 da papa Francesco.

## Biografia

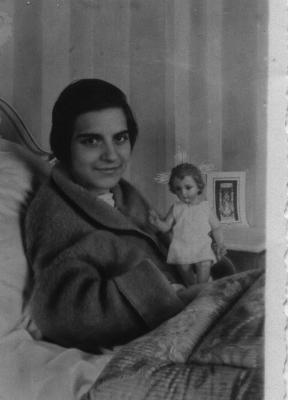
Maria de la Concepción Barrecheguren y García nel suo letto, con una statua del Cristo Bambino

Maria de la Concepción Barrecheguren y García è nata il 27 novembre 1905 a Granada. Era l'unica figlia di Francisco Barrecheguren e Concha García, entrambi di famiglie benestanti e religiose. Fu battezzata l'8 dicembre 1905, solennità dell'Immacolata Concezione della Beata Vergine Maria. Quando aveva poco più di un anno e mezzo le venne diagnosticata un'enterocolite acuta, tanto da far temere per la sua vita, ma riuscì a riprendersi. Fin dalla tenera età Conchita ebbe problemi di salute, a causa dei quali non fu in grado di frequentare la scuola, pertanto ricevette l'educazione scolastica e catechistica da suo padre, e riuscì in tal modo a ricevere il sacramento della Cresima e della Prima comunione.
Fin da piccola desiderava condurre una vita religiosa consacrata, ma purtroppo le malattie successive costituirono un ostacolo alla sua adesione alla vita monastica.  Nel 1917 le fu diagnosticata un'infezione intestinale, che le causò molto dolore e richiese una dieta speciale. Accettò pazientemente la sua condizione, vedendo in essa un'opportunità per abbandonarsi meglio a Dio.
Nel 1924 fu colpita da una malattia mentale ereditata da sua madre. Di salute fragile, fu ricoverata nel Sanatorio de La Purissima, a Granada. Isolata dalla società, si dedicò alla devozione di Santa Teresa di Lisieux. Mentre era ricoverata in ospedale, testimoniò la sua fede pregando e mostrando fiducia in Dio. Era anche solita raccontare resoconti e scrivere note personali. Nonostante la cattiva salute, nell'agosto 1926 fece un pellegrinaggio a Lisieux, dove contrasse la tubercolosi. 
Cercando di migliorare dalla nuova malattia contratta, si trasferì con i genitori al Carmine di San Valentino, nell'Alhambra, ma la malattia peggiorò. Gli ultimi mesi di vita furono segnati dalla totale dipendenza dagli operatori sanitari. Tutti furono unanimi nel riferire la sua gioia e pazienza quando era malata. Anche il resto della sua vita fu segnato dalle tante volte in cui ricevette l'Eucaristia.
Morì il 13 maggio 1927, all'età di 22 anni, a causa della tubercolosi. Inizialmente fu sepolta nella tomba della sua famiglia a Grenada. Il 13 maggio 1978 la salma fu trasferita al Carmelo di Conchita, in Alhambra e, dal 29 novembre 2007, è sepolta nel Santuario Redentorista di Nostra Signora del Perpetuo Soccorso.

## Culto
La causa di beatificazione fu formalmente aperta il 15 aprile 1946, concedendole il titolo di serva di Dio. Un'inchiesta arcidiocesana sui suoi scritti e sulle testimonianze sulla sua vita fu completata nel 1956 e inviata a Roma per l'esame da parte del Dicastero delle cause dei santi.
Il 5 maggio 2020 papa Francesco ne ha riconosciuto le virtù eroiche, dandole il titolo di Venerabile, contestualmente al padre. Il 21 maggio 2022 è stato firmato un decreto che riconosce il miracolo ottenuto per sua intercessione.
Il 6 maggio 2023 è stata beatificata nella Cattedrale di Granada durante una celebrazione presieduta dal cardinale Marcello Semeraro, prefetto del Dicastero delle cause dei santi, in qualità di delegato pontificio.
La sua memoria liturgica si celebra il 13 maggio.